# Ferromagnetyzm
Ferromagnetyzm – zjawisko, w którym materia wykazuje własne, spontaniczne namagnesowanie. Jest jedną z najsilniejszych postaci magnetyzmu i jest odpowiedzialny za większość magnetycznych zachowań spotykanych w życiu codziennym. Razem z ferrimagnetyzmem jest podstawą istnienia wszystkich magnesów trwałych (jak i zauważalnego przyciągania innych ferromagnetycznych metali przez magnesy trwałe).

## Materiały ferromagnetyczne
| Materiał  | Temp. Curie (K) |
| --------- | --------------- |
| Co        | 1388            |
| Fe        | 1043            |
| FeO·Fe2O3 | 858             |
| NiOFe2O3  | 858             |
| CuOFe2O3  | 728             |
| MgOFe2O3  | 713             |
| MnBi      | 630             |
| Ni        | 627             |
| MnSb      | 587             |
| MnOFe2O3  | 573             |
| Y3Fe5O12  | 560             |
| CrO2      | 386             |
| MnAs      | 318             |
| Gd        | 292             |
| Dy        | 88              |
| EuO       | 69              |

Materiały, które wykazują ferromagnetyzm, zwane są ferromagnetykami. Jest bardzo dużo ich krystalicznych przedstawicieli: żelazo, kobalt, nikiel oraz w niższych temperaturach również gadolin, terb, dysproz, holm i erb wśród pierwiastków oraz wiele stopów i związków chemicznych. Tabela po prawej ukazuje ich reprezentatywną listę, wraz z punktami Curie – temperaturami, powyżej których tracą one właściwości ferromagnetyczne.
Niektóre stopy Heuslera (np. Cu2MnAl) są ferromagnetykami, pomimo tego, że powstają z nieferromagnetycznych atomów.
Można również wytworzyć amorficzny (niekrystaliczny, bezpostaciowy) ferromagnetyczny stop metaliczny poprzez bardzo szybkie ochłodzenie płynnego stopu, co skutkuje niemal izotropowymi własnościami magnetycznymi. W zależności od składu chemicznego i obróbki cieplnej amorfiki mogą wykazywać bardzo niską koercję magnetyczną (np. poniżej 1 A/m), wysoką względną przenikalność magnetyczną (do wartości 106) oraz małą stratność właściwą z uwagi na niewielką grubość taśmy (co ogranicza prądy wirowe). Typowym takim materiałem jest stop metali przejściowych (zazwyczaj Fe, Co czy Ni, 80%) z półmetalami (B, C, Si, P), obniżającymi temperaturę topnienia stopu i ułatwiającymi osiągnięcie fazy amorficznej.
Jednym z przykładów takiego amorficznego stopu jest komercyjny stop Vitrovac 6025 (Co66Fe4Mo2B11,5Si16,5) z temp. Curie 483 K i magnetyczną polaryzacją nasycenia 0,55 T w temp. pok. (dla porównania czyste żelazo: 1043 K i 2,15 T).

## Wyjaśnienie fizyczne

### Atom jako dipol magnetyczny
Spin elektronu oraz jego orbitalny moment pędu wytwarza magnetyczny moment dipolowy. Elektron w ruchu, jako obdarzony ładunkiem elektrycznym, wytwarza pole magnetyczne.
W mechanice klasycznej ten układ odpowiada kulce, posiadającej ujemny ładunek elektryczny, krążącej wokół własnej osi (spin) oraz krążącej wokół jądra posiadającego dodatni ładunek elektryczny. Oba zjawiska podobnie jak kołowy przewodnik z prądem wytwarzają pole magnetyczne, ale elektron jako cząstka kwantowa posiada wyraźne różnice – spin może przyjmować tylko dwie wartości (umownie określane jako góra i dół), podobnie jak orbitalny moment magnetyczny, który również przyjmuje jedynie określone wartości.
W wielu materiałach (ściślej tych, których atomy posiadają zapełnione powłoki elektronowe) całkowity moment dipolowy wszystkich elektronów wynosi zero (tzw. sparowanie – taka sama liczba spinów góra i dół powoduje wzajemne znoszenie się ich momentów). Jedynie atomy z częściowo zapełnioną powłoką (niesparowanymi spinami) posiadają wypadkowy moment magnetyczny różny od zera. Dipole te ustawiają się równolegle do linii zewnętrznego pola, ale z ustawienia tego wytrącane są przez drgania termiczne. W takich materiałach wytwarza się wewnętrzne pole magnetyczne skierowane zgodnie z zewnętrznym polem magnetycznym. Materiały te to paramagnetyki (substancje o przeciwnych własnościach to diamagnetyki).
Wśród paramagnetyków są takie substancje, w których oddziaływania między atomami powodują ustawianie sąsiednich dipoli magnetycznych w tym samym kierunku, nawet bez zewnętrznego pola magnetycznego, co sprawia, że wszystkie dipole magnetyczne ustawione są w tym samym kierunku. Materiały te (ferromagnetyki) posiadają pole magnetyczne pomimo braku zewnętrznego pola magnetycznego (namagnesowanie spontaniczne). Drgania cieplne sieci wytrącają atomy z ich uporządkowania, aż w pewnej temperaturze zwanej temperaturą Curie drgania sieci są tak duże, że oddziaływanie atomów nie jest w stanie utrzymać jednakowego ustawienia dipoli magnetycznych, materiał przestaje być ferromagnetykiem. Utrzymanie dużych obszarów jednakowego namagnesowania wytwarza pole magnetyczne w dużym obszarze co jest stanem o bardzo dużej energii, dlatego kryształ może zmienić namagnesowanie części swoich obszarów tak by pole magnetyczne na zewnątrz ciała było jak najmniejsze, tak zachowuje się większość ferromagnetyków. Obszary o jednakowym namagnesowaniu nazywamy domenami magnetycznymi. W zależności od materiału domeny te mogą łatwo (ferromagnetyki miękkie) lub trudno (ferromagnetyki twarde) zmieniać kierunek namagnesowania oraz granice domen.
W ferromagnetykach miękkich bez obecności zewnętrznego pola magnetycznego domeny ustawiają się tak, by zminimalizować energię ciała jako całości. Wokół ciał takich pozostaje tylko niewielkie pole magnetyczne.
W ferromagnetykach twardych wykonanych w obecności silnego zewnętrznego pola magnetycznego uporządkowanie domen pozostaje nawet po usunięciu zewnętrznego pola magnetycznego i nie zmienia się, te materiały znane są jako magnesy trwałe

### Domeny magnetyczne
Nawiązując do klasycznej teorii elektromagnetyzmu, dwa pobliskie dipole magnetyczne powinny ustawiać się w przeciwległych, tzn. antyrównoległych kierunkach, analogicznie do dwóch swobodnych magnesów (co utworzyłoby materiał antyferromagnetyczny). Jednak w ferromagnetyku, gdzie między elektronami zachodzi oddziaływanie elektrostatyczne, stan układu może być bardziej stabilny i energetycznie korzystniejszy wówczas, gdy spinowe momenty magnetyczne elektronów ustawią się w tym samym kierunku (równolegle). Ich energia elektrostatyczna zostaje obniżona i jej różnica nazywana jest energią wymiany, a całe zjawisko – wymiennym oddziaływaniem wzajemnym. Takie grupy dipoli ukierunkowanych równolegle tworzą obszary spontanicznego namagnesowania, zwane domenami magnetycznymi (obszarami Weissa). Materia w domenie jest więc całkowicie namagnesowana w jednym kierunku, zwykle wzdłuż jednej z głównych osi krystalograficznych (w metalu).
Jednak w większej skali (po wielu tysiącach jonów) przewaga energii wymiany ustępuje na korzyść klasycznej tendencji dipoli do ustawiania się antyrównolegle. Wyjaśnia to, dlaczego nienamagnesowany ferromagnetyk nie posiada wypadkowego pola magnetycznego (bądź posiada niewielkie) – momenty magnetyczne wszystkich, bezładnie zorientowanych domen znoszą się, dając zerowy bądź zbliżony do zera wypadkowy moment magnetyczny całego ciała.
Przejście pomiędzy dwiema domenami, gdzie magnetyzacja zmienia kierunek, nazywane jest granicą domenową (np. granica Blocha albo Néela, zależnie od tego, czy magnetyzacja zmienia się równolegle czy prostopadle do powierzchni domeny) i jest stopniowym przejściem w skali atomowej (obejmuje dystans ok. 300 jonów żelaza).
Istnienie domen zostało potwierdzone doświadczalnie przez N.S. Akułowa i jego zespół, mają one rozmiary liniowe rzędu 10−5 – 10−4 m.

### Ferromagnetyk w polu magnetycznym
Zwykły kawałek materiału ferromagnetycznego (np. żelaza) nie posiada wypadkowego momentu magnetycznego. Jeżeli jednak zostanie on umieszczony w zewnętrznym polu magnetycznym, następuje namagnesowanie, czyli uporządkowanie domen – taki ruch ich ścianek, aby możliwie największa objętość ciała posiadała momenty magnetyczne skierowane równolegle do kierunku pola magnetycznego. Rozmiary domen początkowo namagnesowanych w kierunku zbliżonym do kierunku pola magnesującego zwiększają się kosztem innych, przyłączając sąsiednie atomy. W silnym polu domeny o innych kierunkach pierwotnego namagnesowania obracają się. Ponieważ ruch ścianek domen jest procesem skokowym, obserwuje się charakterystyczną schodkową strukturę krzywej namagnesowania w funkcji zewnętrznego pola magnetycznego (zjawisko Barkhausena).
Wewnątrz ciała ferromagnetycznego pole może setki, nawet tysiące razy przewyższać przyłożone pole zewnętrzne. Domeny pozostaną jednakowo zorientowane nawet wówczas, gdy zewnętrzne pole zostanie usunięte, tworząc trwałą magnetyzację, która, jako funkcja zewnętrznego pola jest uwidoczniona na krzywej histerezy. Jednak wypadkowa magnetyzacja może być zniszczona poprzez podgrzanie, a następnie powolne oziębienie (czyli wyżarzanie) materiału, bez wpływu zewnętrznego pola.

### Punkt Curie
Stopień samorzutnego namagnesowania (istnienia domen), całkowity w temperaturze zera bezwzględnego, w miarę wzrostu temperatury maleje – zwiększają się termiczne oscylacje atomów, „rywalizując” z ich ferromagnetyczną tendencją do odpowiedniego ustawiania się. Kiedy temperatura przekroczy pewną, dla danego materiału ściśle określoną granicę, zwaną punktem Curie, następuje przejście fazowe drugiego rodzaju i ciało traci swoje właściwości ferromagnetyczne, stając się paramagnetykiem.
Podstawy współczesnej teorii ferromagnetyzmu stworzyli, niezależnie od siebie, W. Heisenberg oraz J.I. Frenkel.

## Niezwykły ferromagnetyzm
W 2004 r. podano informację, że nanopianka, odmiana alotropowa węgla, wykazuje ferromagnetyzm, który w temperaturze pokojowej znika po kilku godzinach, ale trwa dłużej w temperaturach niższych. Materiał ten jest jednocześnie półprzewodnikiem. Uważa się, że podobnie utworzone materiały, jak np. z boru czy azotu, mogą również być ferromagnetykami.